# Космос-2440
Космос-2440 је један од преко 2400 совјетских вјештачких сателита лансираних у оквиру програма Космос.
Космос-2440 је лансиран са космодрома Тјуратам, Бајконур, Казахстан, 27. јуна 2008. Ракета-носач је поставила сателит у орбиту око планете Земље. 